# قنصور وحيد الزهرة
قنصور وحيد الزهرة (الاسم العلمي:Colutea uniflora) هو نوع من النباتات يتبع جنس القنصور من الفصيلة البقولية.